# Nitocrella
Nitocrella é um género de crustáceo da família Ameiridae.
Este género contém as seguintes espécies:
- Nitocrella slovenica
- Nitocrella stochi